# Castleberry (Alabama)
Castleberry est une ville du comté de Conecuh, en Alabama, aux États-Unis,. Elle est située au sud du comté.
La première communauté de l'actuel Castleberry est fondée par la famille Baggett, en 1817 ; elle se nomme alors Wilson's Field. La famille Castleberry, dont la ville prend le nom, y arrive en 1830. Le nom de la ville est officialisé dans les années 1860, lorsque la ligne ferroviaire Mobile-Montgomery est construite et passe à travers la ville. Le bureau de poste est créé en 1869 et la ville est incorporée en 1912.

## Démographie
| 1900 | 1910 | 1920 | 1930 | 1940 | 1950 | 1960 | 1970 |
| ---- | ---- | ---- | ---- | ---- | ---- | ---- | ---- |
| 167  | 225  | 313  | 427  | 609  | 667  | 669  | 666  |

| 1980 | 1990 | 2000 | 2010 | - | - | - | - |
| ---- | ---- | ---- | ---- | - | - | - | - |
| 847  | 669  | 590  | 583  | - | - | - | - |

## Source de la traduction
- (en) Cet article est partiellement ou en totalité issu de l’article de Wikipédia en anglais intitulé « Castleberry, Alabama » (voir la liste des auteurs).